# 오상원 (연출가)
오상원은 한국의 PD이다. 메가몬스터에서 소속한다.

## 주요 작품
- 2004년  KBS2 월화 미니시리즈    《오!필승 봉순영》 ... 프로듀서
- 2005년  MBC 수목 미니시리즈     《수목 미니시리즈 '슬픈 연가'》 ... 프로듀서
- 2009년  KBS2 월화 미니시리즈    《남자 이야기》 ... 프로듀서
- 2011년  KBS2 월화 미니시리즈    《포세이돈》 ... 공동연출
- 2022년  TV조선 토일 미니시리즈  《결혼작사 이혼작곡 3》 ... 공동연출